# Thomas Peterson
Thomas Peterson (North Bend, Washington, 24 de desembre de 1986) és un ciclista estatunidenc, professional des del 2006 al 2014.
Els seus millors resultats els ha aconseguit a la Volta a Califòrnia, on ha guanyat la classificació dels joves el 2006 i una etapa el 2009.

## Palmarès
- 2004
  -  Campió dels Estats Units en ruta junior
- 2007
  - Vencedor d'una etapa del Tour de Gila
- 2009
  - Vencedor d'una etapa de la Volta a Califòrnia
  - Vencedor de la classificació de la muntanya del Herald Sun Tour

### Resultats a la Volta a Espanya
- 2010. 27è de la classificació general

### Resultats al Giro d'Itàlia
- 2011. 89è de la classificació general